# Беннетт, Уильям Стерндейл
Уильям Стерндейл Беннетт (англ. William Sterndale Bennett, 13 апреля 1816 — 1 февраля 1875) — британский композитор, дирижёр, пианист и музыкальный педагог.

## Биография
Родился в 1816 году в Шеффилде, в семье органиста приходской церкви Роберта Беннета и его жены Елизаветы, урождённой Данн. Кроме своих церковных обязанностей, Роберт был композитором, пианистом и преподавателем музыки. Своего сына он назвал в честь шеффилдского поэта Уильяма Стерндейла, с которым много лет дружил и сотрудничал, Беннет-старший даже сочинил два вокальных цикла на его тексты.
Будущий композитор осиротел в три года. Воспитывался в Кембридже в семье деда, Джона Беннета, у которого получил элементарное музыкальное образование. Джон Беннет был профессиональным певцом, басом, пел в сводном хоре колледжей Кембриджского университета. У юного Беннета также был хороший альт, и в 1824 он был принят в хор Часовни Королевского колледжа. В 1826 году в десятилетнем возрасте будущий композитор поступил в основанную четырьмя годами ранее Королевскую академию музыки, причём экзаменаторы были так впечатлены талантом ребёнка, что впервые в истории Академии разрешили ему учиться бесплатно. В Академии Беннет первоначально учился игре на скрипке у Паоло Спаньолетти и Антонио Джеймса Ури, как того желал его дед. Позднее мальчик переключился на фортепиано как основной инструмент и занимался под руководством У. Г. Холмса, а затем сосредоточился на изучении композиции у Уильяма Кротча и Чиприани Поттера.
Первым крупным сочинением Беннета стал Первый фортепианный концерт ре минор, созданный в 16-летнем возрасте. Премьера состоялась 28 ноября 1832 года в Кембридже, солировал автор. Королевская академия музыки опубликовала партитуру, а юный композитор был приглашён повторить выступление в Виндзорском замке перед королём Вильгельмом IV. В ноябре 1833 года состоялась и лондонская премьера концерта, на которой присутствовал Феликс Мендельсон, пригласивший Беннета в Дюссельдорф на Нижнерейнский музыкальный фестиваль.
В связи с празднованием двухсотлетия со дня рождения композитора, в 2016 году было проведено несколько концертов и мероприятий, посвященных творчеству Беннетта, в том числе концерты и семинары в RAM.

## Произведения

### Оркестровые произведения
- Концерт для фортепиано №. 1, ре минор, Op.1 (1832)
- Концерт для фортепиано №. 2, ми-бемоль мажор, Op.4 (1833)
- Концерт для фортепиано №. 3, до минор, Op.9 (1834)
- Концерт для фортепиано, фа минор (1836)
- Концерт для фортепиано №. 4, фа минор, Op.19 (1838)
- Концертштюк ля минор (1841-3)
- Паризина (Увертюра), Op.3 (1835)
- Найады (Увертюра), Op.15 (1836)
- Колибри (Увертюра), Op.20 (1838)
- Рай и Пери (Фантастическая увертюра), Op.42 (1862)
- Симфония, соль минор, Op.43 (1864, переработана 1867) (на заказ Королевского филармонического общества)

### Фортепиано
- Три музыкальных наброска, Op.10 (1836)
- Три импровизации, Op.12 (1836)
- Соната № 1, фа минор, Op.13 (1837)
- Три романса, Op.14 (1836-7)
- Фантазия, ля мажор, Op.16 (1837)
- Сюита, Op.24 (1841)
- Соната, «Орлеанская дева», Op.46 (1869—1873; посвящена Арабелле Годдард[9])

### Камерная музыка
- Секстет для фортепиано и струнных фа-диез минор, Op.8 (1835)
- Фортепианное трио, Op.26 (1839)
- Соната для виолончели и фортепиано, Op.31 (1852)

### Хоровая музыка
- Королева мая (Пастораль), Op.39 (1858)
- Самаритянка (Духовная кантата), Op.44 (1867—1868)

### Песни
- Шесть песен: Первая часть, Op.23 (1834—1842)
- Шесть песен: Вторая часть, Op.35 (1837—1844)